# Parablennius

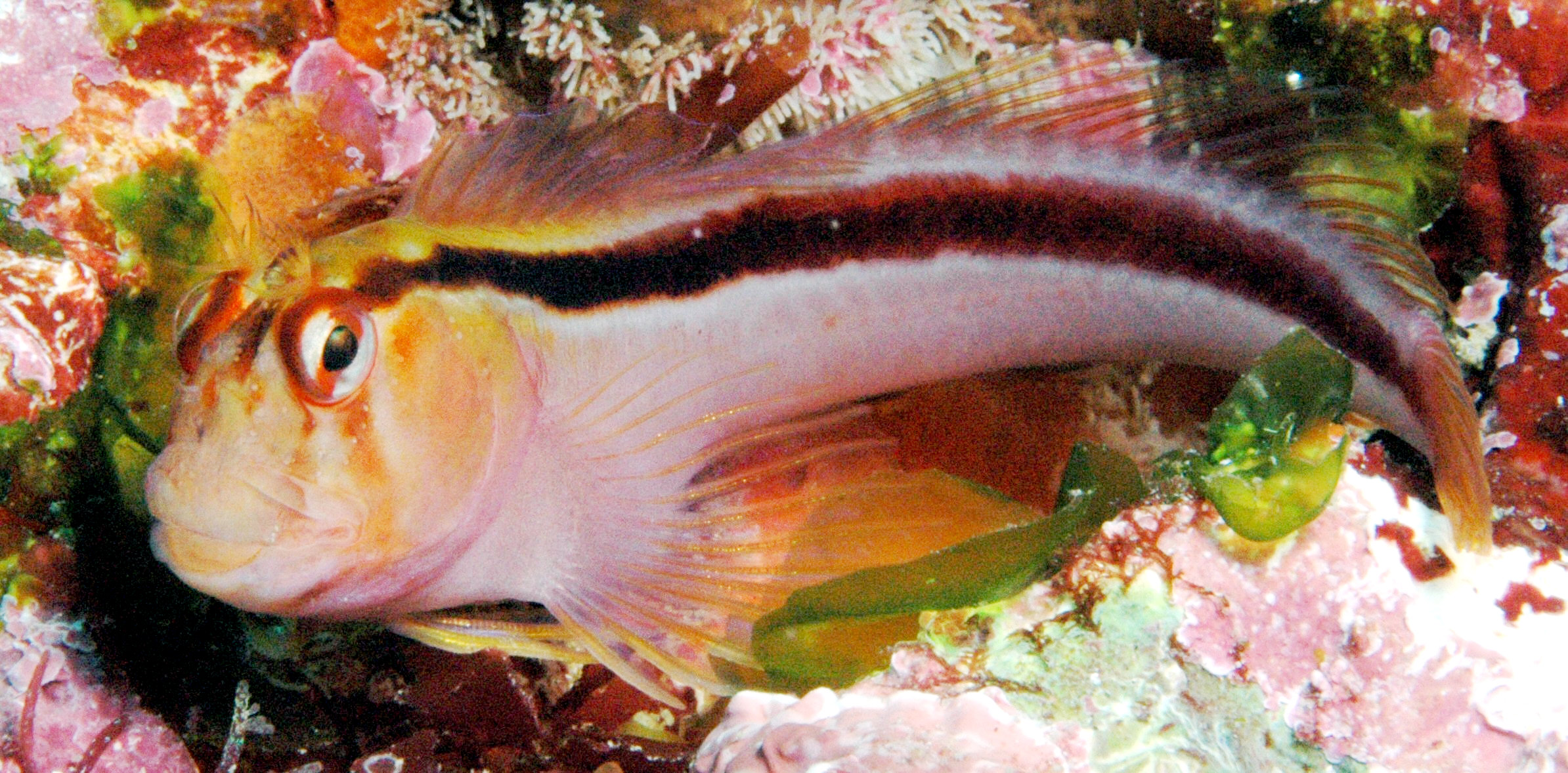
Parablennius laticlavius

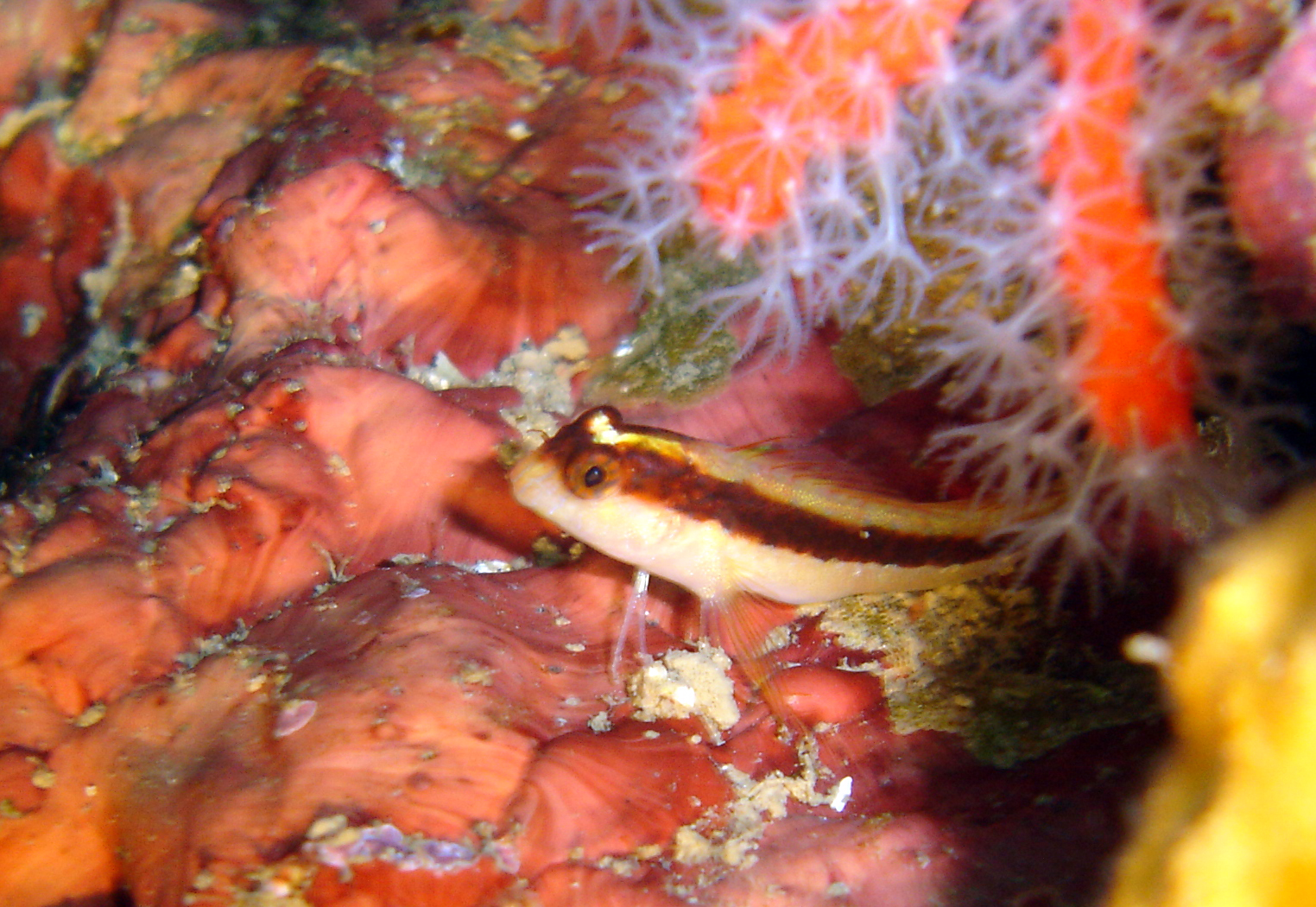
Parablennius rouxi fotografiat a la costa mediterrània de Saint Raphaël (França)

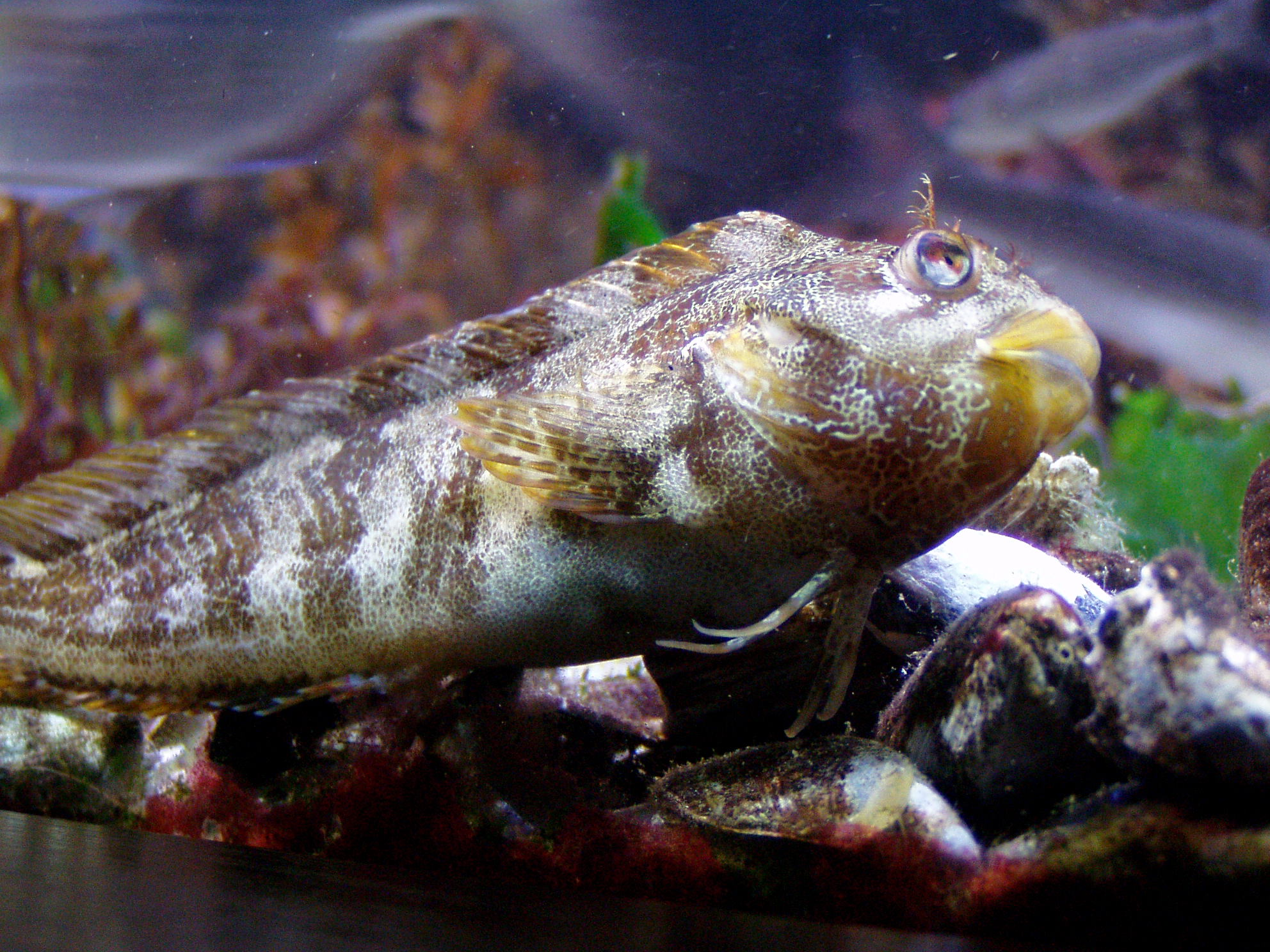
Bavosa grisa (Parablennius gattorugine)

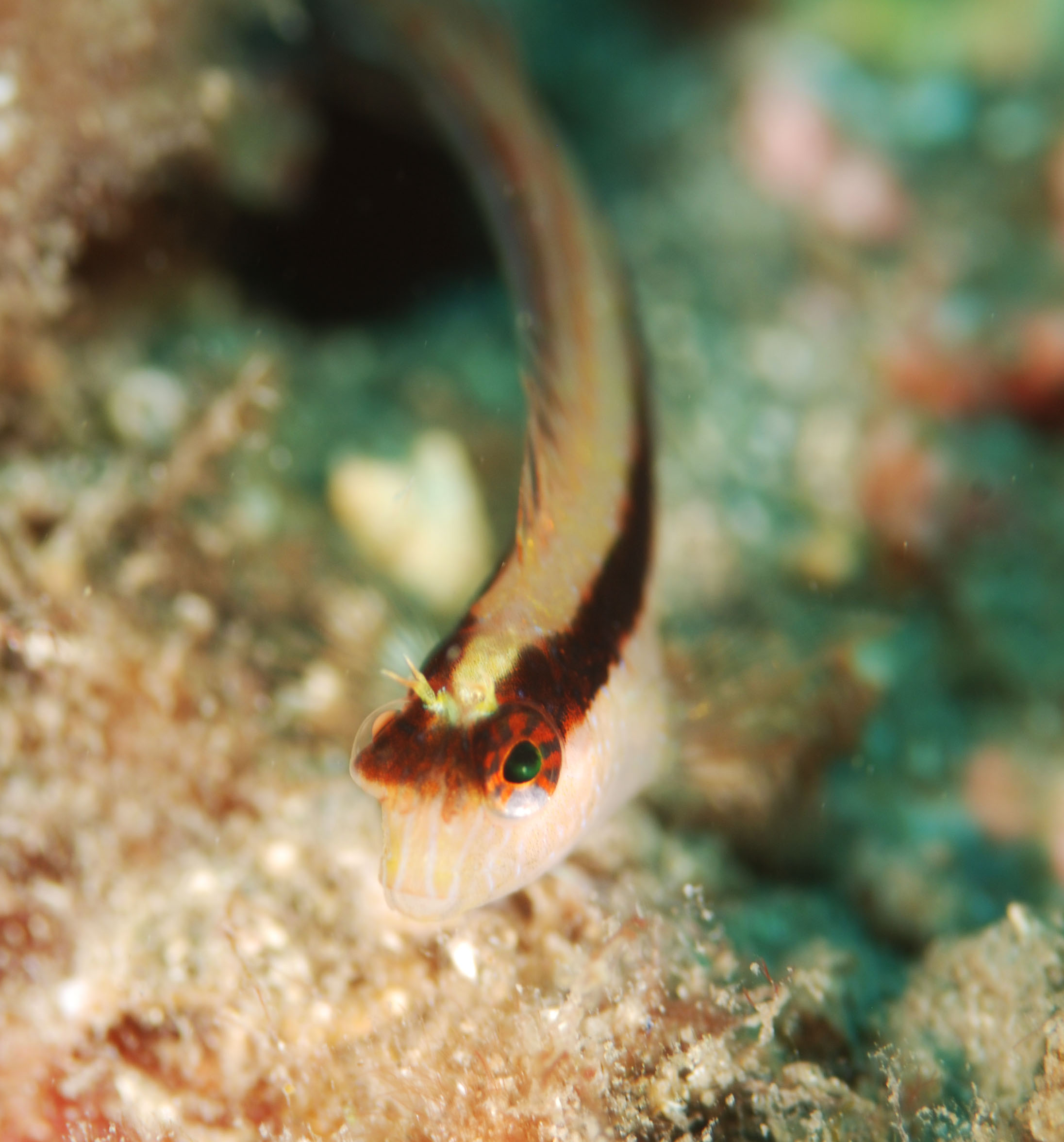
Parablennius rouxi

Parablennius és un gènere de peixos de la família dels blènnids i de l'ordre dels perciformes.

## Taxonomia
- Parablennius cornutus (Linnaeus, 1758)
- Parablennius cyclops (Rüppell, 1830)
- Parablennius dialloi (Bath, 1990)
- Gall faver (Parablennius gattorugine) (Brünnich, 1768)[1]
- Parablennius goreensis (Valenciennes, 1836)
- Bavosa de Bath (Parablennius incognitus) (Bath, 1968)[2]
- Parablennius intermedius (Ogilby, 1915)
- Parablennius laticlavius (Griffin, 1926)
- Parablennius lodosus (Smith, 1959)
- Parablennius marmoratus (Bennett, 1828)
- Parablennius marmoreus (Poey, 1876)[3]
- Parablennius opercularis (Murray, 1887)
- Parablennius parvicornis (Valenciennes, 1836)[4]
- Bavosa de plomall (Parablennius pilicornis) (Cuvier, 1929)[5]
- Bavosa de banda negra (Parablennius rouxi) (Cocco, 1883)[6]
- Parablennius ruber (Valenciennes, 1836)[4]
- Parablennius salensis (Bath, 1990)
- Bavosa llangardaix (Parablennius sanguinolentus) (Pallas, 1811)[7]
- Parablennius serratolineatus (Bath & Hutchins, 1986
- Parablennius sierraensis (Bath, 1990
- Parablennius tasmanianus (Richardson, 1842)
- Banyut (Parablennius tentacularis) (Brünnich, 1768)[8]
- Parablennius thysanius (Jordan & Seale, 1907)
- Parablennius verryckeni (Poll, 1959)
- Parablennius yatabei (Jordan & Snyder, 1900)
- Rabosa petita (Parablennius zvonimiri) (Kolombatovic, 1892)[9][10][11][12][13][14][15]